# فاليري كورزون
فاليري كورزون (بالروسية: Корзун, Валерий Григорьевич)‏ (و. 1953 – م) هو طيار، ورائد فضاء من روسيا . ولد في كراسني سولاين. تولى منصب قائد بعثة محطة الفضاء الدولية، البعثة 5 (7 يونيو 2002–2 ديسمبر 2002) .

## ريادة الفضاء
شارك في المهمات الفضائية:
- Soyuz TM-24
- STS-113
- STS-111
- البعثة 5.

## الخدمة العسكرية
خدم في القوات الجوية الروسية.

## جوائز
حصل على جوائز منها:
- فارس وسام جوقة الشرف
- Medal "For Merit in Space Exploration"
- Order For Services to the Fatherland 4th degree
- بطل الاتحاد الروسي (وسام)
- Medal for services in conducting the population census.